# Dere femoralis
Dere femoralis är en skalbaggsart som beskrevs av Holzschuh 1998. Dere femoralis ingår i släktet Dere och familjen långhorningar. Inga underarter finns listade i Catalogue of Life.